# Weston (Staffordshire)
Weston es una parroquia civil y un pueblo del distrito de Stafford, en el condado de Staffordshire (Inglaterra).

## Geografía
Según la Oficina Nacional de Estadística británica, Weston tiene una superficie de 3,64 km².

## Demografía
Según el censo de 2001, Weston tenía 849 habitantes (49,12% varones, 50,88% mujeres) y una densidad de población de 233,24 hab/km². El 18,49% eran menores de 16 años, el 76,33% tenían entre 16 y 74, y el 5,18% eran mayores de 74. La media de edad era de 41,4 años. Del total de habitantes con 16 o más años, el 16,76% estaban solteros, el 66,62% casados, y el 16,62% divorciados o viudos.
Según su grupo étnico, el 98,24% de los habitantes eran blancos, el 1,06% mestizos, el 0,35% negros, y el 0,35% de cualquier otro salvo asiáticos o chinos. La mayor parte (96,11%) eran originarios del Reino Unido. El resto de países europeos englobaban al 1,42% de la población, mientras que el 2,48% había nacido en cualquier otro lugar. El cristianismo era profesado por el 82,63%, el budismo por el 0,35%, y cualquier otra religión, salvo el hinduismo, el judaísmo, el islam y el sijismo, por el 0,35%. El 10,8% no eran religiosos y el 5,87% no marcaron ninguna opción en el censo.
Había 347 hogares con residentes, 13 vacíos, y 3 eran alojamientos vacacionales o segundas residencias.